# Авербух, Женя
Женя Авербух (ивр. ג'ניה אוורבוך‎; 1909, Смела, Российская империя — 1977, Израиль) — израильский архитектор. Приобрела известность, в основном, благодаря проекту площади Дизенгоф. Она первая спроектировала синагогу в Израиле.

## Биография
Женя Авербух родилась в России, в еврейской семье. Её отец Вольф Иосифович Авербух (1879—1957) был уроженцем Тирасполя. В 1911 году ребёнком вместе с родителями уехала в Палестину. В 1926 году после окончания гимназии в Тель-Авиве училась в Риме (Италия), Брюсселе и Генте (Бельгия). 
Вернулась в Палестину в 1930 году и открыла свою фирму вместе с архитектором Шломо Гинзбургом (1906—1976). Они проектировали жилые здания и участвовали в архитектурных конкурсах. В 1934 году выиграла конкурс на застройку площади Дизенгоф в Тель-Авиве. В период с 1940 по 1945 гг. руководила Отделом планировки в горсовете Тель-Авива.